# Jardines de Vallellano (Córdoba)

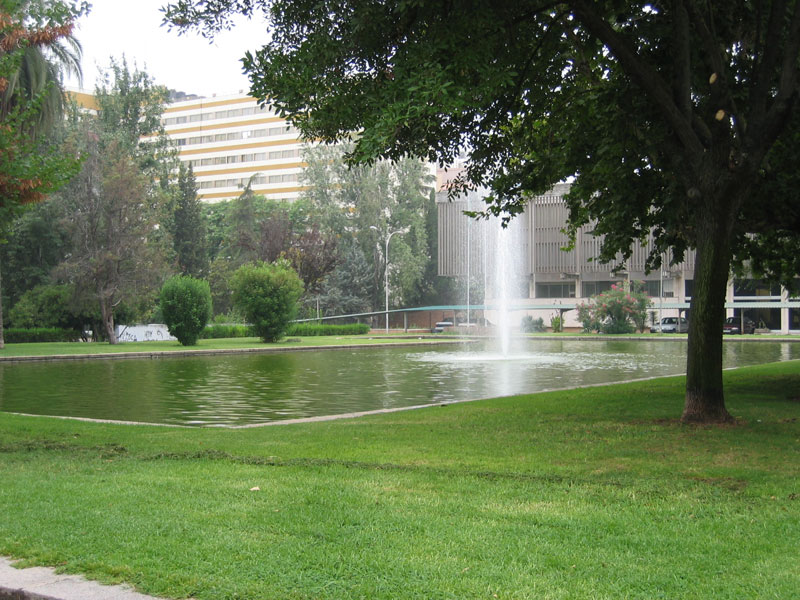
Fuente

Los jardines de Vallellano son unos jardines públicos situados a derecha e izquierda de la avenida del Conde de Vallellano en Córdoba (España). 

## Historia
Fueron construidos entre 1953 y 1955 sobre los terrenos de la antigua Huerta del Rey, conjuntamente con la avenida que significó la prolongación del Paseo de la Victoria hasta el Guadalquivir y la remodelación de los accesos a Córdoba desde Sevilla. Fueron inaugurados el 18 de julio de 1955.
Recientemente la zona ajardinada ha sufrido una amplia remodelación, eliminándose algunos árboles y construyéndose amplios y rectilíneos paseos enlosados que han sustituido a los terrizos y sinuosos con que se diseñó originalmente. También se han instalado columpios y otros elementos para el disfrute de la población infantil.

## Flora
Albergan estos jardines gran cantidad de especies arbustivas y arbóreas, algunas de gran porte dada su edad, entre las que pueden encontrarse: adelfa, árbol de Júpiter, casuarina, cedro, ciruelo de Japón, espina de Jerusalén, eucalipto, fresno, magnolio, mimosa, palma excelsa, paraíso, sicomoro, washingtonia y yuca.

## Restos arqueológicos

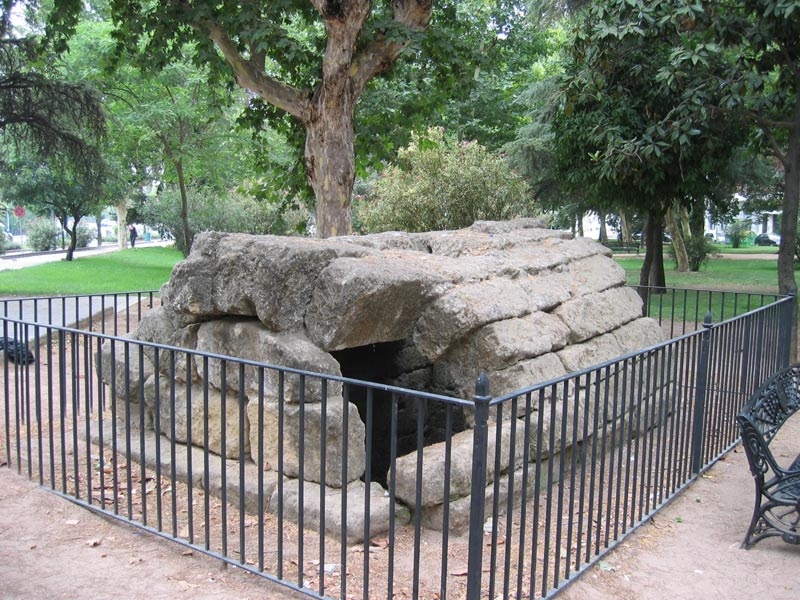
Cisterna romana

Además de las especies vegetales son dignos de mención los restos arqueológicos integrados en estos jardines, entre los que hay que destacar la cisterna romana, popularmente considerada una tumba, que fue localizada casualmente durante los trabajos de apertura de la avenida y excavada por Samuel de los Santos Gener.
Situada muy cerca de donde se ubica la Corduba prerromana, a unos 400 m del lienzo occidental de las murallas cordobesas, es una construcción de planta rectangular de 4,40 x 2,90 m. con muros de 50 cm de espesor formados por sillares de piedra calcarenita. Su profundidad es de 2 m. y la altura total de la construcción es de 3,40 m. Antiguamente estuvo completamente soterrada y actualmente sólo sobresale la bóveda de medio cañón, formada por trece dovelas del mismo tipo de piedra y con un orificio de unos 20 cm de diámetro en su centro. En una de sus esquinas tiene un segundo orificio que debió utilizarse para acceder a su interior, ya que bajo él hay ocho mechinales o huecos rectangulares tallados en las paredes y enfrentados dos a dos que permitían la colocación de los peldaños de una escalera. Por los restos hallados en la excavación de “El Aljibe” de Espejo, similar a este, su construcción puede datarse en la segunda mitad del siglo I a. C.
A escasos metros de la anterior, al borde mismo de la calzada, se encuentra otra construcción descubierta al mismo tiempo. Se trata de un depósito construido en “Opus Caementicium”, de planta rectangular de 4.40 x 2,70 m., cubierto con una bóveda del mismo material y con una torreta cuadrada en su extremo con un orificio de 65 cm de diámetro que, por la existencia de mechinales en su interior hace pensar que fuese un pozo de acceso al interior. Se desconoce su funcionalidad por encontrarse el interior colmatado aunque se supone que se trata de una cisterna relacionada con la anterior y pertenecientes ambas a un ambiente doméstico.
También pueden observarse restos de una conducción de agua a ambos lados de la calzada, más visibles en el lado izquierdo, que terminan en una pequeña caseta de piedra, próxima a lo que debió ser un pozo de noria, de planta rectangular con los extremos menores redondeados.